# Helena Blach Lavrsen
Helena Blach Lavrsen (n. 7 iunie 1963, Frederiksberg, Danemarca) este o jucătoare de curl ce a reprezentat Danemarca, medaliată olimpică. A participat la 3 ediții ale Jocurilor Olimpice (1988, 1992, 1998) în care a câștigat o medalie de argint.